# Box breaker
 (août 2021).
Si vous disposez d'ouvrages ou d'articles de référence ou si vous connaissez des sites web de qualité traitant du thème abordé ici, merci de compléter l'article en donnant les références utiles à sa vérifiabilité et en les liant à la section « Notes et références ».
Le terme box breaker se rapporte à l'industrie de la téléphonie mobile, où des entreprises ou des particuliers exploitent l'utilisation par les réseaux de remises sur les combinés pour créer leur propre activité rentable.

## Modèle commercial
Les réseaux de téléphonie mobile ont fondamentalement trois moyens différents de connecter les clients au réseau, chacun d'entre eux nécessitant une carte SIM qui lie l'utilisateur au réseau et permet d'associer un numéro de téléphone mobile à un combiné : contrat, prépayé ou SIM-only. Les clients sous contrat s'engagent à payer un montant mensuel minimum pendant 18 mois et peuvent généralement choisir n'importe quel combiné téléphonique. Les clients prépayés ont un choix plus limité de combinés, également liés à l'opérateur, mais ils peuvent cesser d'être clients quand ils le souhaitent. Les clients SIM-only achètent simplement une carte SIM et l'insèrent dans un combiné qu'ils possèdent déjà, et là encore, ils peuvent se retirer quand ils le souhaitent.
Le secteur des services prépayés a connu une croissance considérable ces dernières années, et celui des combinés prépayés est devenu particulièrement concurrentiel, les combinés étant vendus dans tous les types de points de vente, y compris les supermarchés et en ligne. L'intensification de la concurrence a entraîné une baisse des prix des combinés. Par exemple, on peut acheter un combiné GSM en vente libre pour 20 dollars aux États-Unis.
Les opérateurs de téléphonie mobile vendent des combinés prépayés de leur propre marque, accompagnés d'une carte SIM. Le prix des combinés est réduit pour les rendre plus attractifs. L'hypothèse est qu'un client achètera le combiné, puis l'activera avec la carte SIM du pack, ce qui permettra à l'opérateur de gagner de l'argent grâce aux recharges du téléphone. Les box breakers détournent ce principe en achetant les téléphones et en les déverrouillant (verrouillage SIM) afin qu'ils puissent être utilisés avec n'importe quelle carte SIM, c'est-à-dire sur n'importe quel réseau. Les téléphones déverrouillés ont un prix de revente plus élevé, ils peuvent donc être revendus avec un bénéfice et peuvent même être utilisés par des clients sous contrat. En outre, les places de marché en ligne (comme eBay) permettent aux box breakers d'opérer à l'échelle internationale et d'exploiter les fluctuations des devises et les différences de prix entre les pays.
Historiquement, les box breakers se procurent un grand nombre de combinés directement auprès des détaillants de combinés, qui finissent par subir des pertes de revenus dues aux pratiques des box breakers. Si des chaînes comme O2 (en) et Carphone Warehouse ont pris des mesures pour limiter les ventes aux box breakers, de nombreux autres points de vente, notamment les magasins sur catalogue et les supermarchés, ne se sont pas attaqués à ce phénomène.
Les téléphones portables très demandés, en particulier les modèles exclusifs à une région, sont des cibles de choix pour les box breakers. Les combinés peuvent être achetés en prépayé, déverrouillés, puis expédiés sur le marché cible en réalisant un bénéfice. Cette activité du marché gris est un problème tant pour les vendeurs de combinés que pour les opérateurs de réseaux. 